# Kanton Faulquemont
Kanton Faulquemont (fr. Canton de Faulquemont) je francouzský kanton v departementu Moselle v regionu Grand Est. Tvoří ho 61 obcí.

## Obce kantonu
od roku 2015:
| - Adaincourt - Adelange - Ancerville - Arraincourt - Arriance - Aube - Bambiderstroff - Béchy - Beux - Boucheporn - Buchy - Chanville - Cheminot - Chérisey - Créhange - Elvange - Faulquemont - Flétrange - Fleury - Flocourt - Fouligny | - Goin - Guinglange - Hallering - Han-sur-Nied - Haute-Vigneulles - Hémilly - Herny - Holacourt - Laudrefang - Lemud - Liéhon - Longeville-lès-Saint-Avold - Louvigny - Luppy - Mainvillers - Many - Marange-Zondrange - Orny - Pagny-lès-Goin - Pommérieux | - Pontoy - Pontpierre - Pournoy-la-Grasse - Rémilly - Sillegny - Silly-en-Saulnois - Solgne - Teting-sur-Nied - Thicourt - Thimonville - Thonville - Tragny - Tritteling-Redlach - Vahl-lès-Faulquemont - Vatimont - Verny - Villers-Stoncourt - Vittoncourt - Voimhaut - Zimming |

před rokem 2015:
| - Adaincourt - Adelange - Arraincourt - Arriance - Bambiderstroff - Créhange - Elvange - Faulquemont - Flétrange - Fouligny - Guinglange - Hallering - Han-sur-Nied - Haute-Vigneulles - Hémilly - Herny | - Holacourt - Laudrefang - Longeville-lès-Saint-Avold - Mainvillers - Many - Marange-Zondrange - Pontpierre - Teting-sur-Nied - Thicourt - Thonville - Tritteling-Redlach - Vahl-lès-Faulquemont - Vatimont - Vittoncourt - Voimhaut |